# Confuzz
Confuzz este cel de-al doilea album al formației românești de rock alternativ Kumm. A fost lansat în iunie 2002, fiind înregistrat în studioul Glas Transilvan din Cluj. O mare diferență față de primul album album este reprezentată de faptul că majoritatea pieselor este în limba română. Stilul muzical al formației suferă o modificare, îndreptându-se acum mai degrabă spre rock alternativ.
Albumul a beneficiat și de un videoclip, la piesa „1000 de chipuri”, videoclip regizat de Szakáts István. Videoclipul l-a avut ca invitat pe actorul Sebastian Marina.
Conform chitaristului formației, Oigăn, albumul cuprinde două perioade diferite din punct de vedere muzical și compozițional. Piesele în limba engleză au fost compuse înainte de sosirea lui Dan Byron pe post de solist vocal, de unde și diferențele stilistice între acestea și restul albumului. Referitor la faptul că albumul este alcătuit mai mult din piese în limba română, Oigăn explica „atunci încercam să cântăm mai mult în limba română, parțial sub presiunea Mass Media. Era un moment destul de dificil, când chiar ți se închideau toate ușile în nas dacă nu cântai în română. Să nu mă înțeleagă nimeni greșit: sunt foarte de acord cu cântatul în limba națională, dar sunt un și mai mare admirator al libertății de expresie.”

## Lista melodiilor
1. „Bară bară gol gol” - 3:47
2. „Aievea” (3:47)
3. „1000 de chipuri” - 3:26
4. „Vorbe-n vânt” - 4:49
5. „Miez de zi” - 3:31
6. „La la la” - 4:57
7. „Sună-mă” - 3:05
8. „Cain” - 4:43
9. „The Mirror and the Window” - 5:32
10. „New Old Day” - 4:35
11. „Nighflight” - 6:02
12. „After the End of the World” - 6:56
  1. Videoclip „Șapte seri” (Bonus) - 3:49

## Muzicieni[5]

### Formația
- Dan „Byron” Radu – voce
- Eugen „Oigăn” Nuțescu – voce, chitară
- Kovács András – clape
- Keresztes Levente – bas
- Csergö Dominic – tobe, percuție
- Petö Zoltán – saxofon

### Invitați
- Andrei Oloieri – acordeon
- Florin Romașcu – percuție